# Dolichopeza vitripennis
Dolichopeza vitripennis är en tvåvingeart som beskrevs av Alexander 1956. Dolichopeza vitripennis ingår i släktet Dolichopeza och familjen storharkrankar. Inga underarter finns listade i Catalogue of Life.